# Jérimadeth

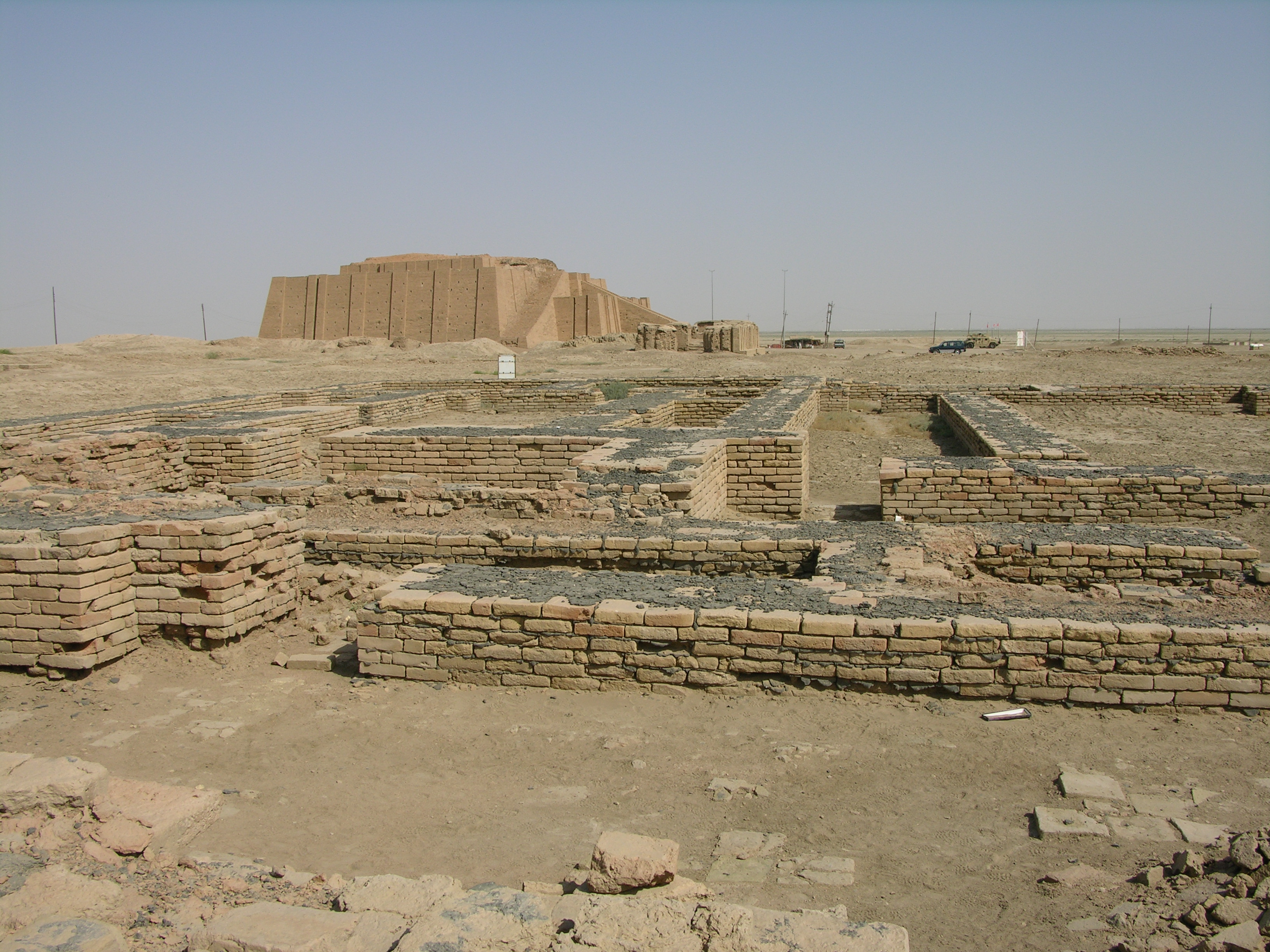
Les ruines de la ville antique d'Ur

Jérimadeth est une ville imaginaire inventée par Victor Hugo dans le poème Booz endormi de La Légende des siècles, où elle est associée à Ur. Ce nom est un calembour, « j'ai rime à “dait” », et se justifie du fait que Hugo ne trouvait pas de mot qui lui convienne, dans l'économie du quatrain, pour faire la rime.
Tout reposait dans Ur et dans Jérimadeth ;

Les astres émaillaient le ciel profond et sombre ;

Le croissant fin et clair parmi ces fleurs de l'ombre

Brillait à l'occident, et Ruth se demandait, [...]
— Victor Hugo, La Légende des siècles, Booz endormi, Hetzel, 1859, 1 (p. 35-40)
Ce jeu de mots est un exemple extrême de ce qu'on appelle la licence poétique.
La clé de cette énigme a été trouvée par l'écrivain et critique littéraire Eugène Marsan.
Charles Péguy écrira à ce propos : « Et je n’en veux pour signature que ce Jérimadeth même, cette blague énorme, cette insolence admirable ; cette signification faite à tous, présents et à venir, que cette fois il était entré dans la plénitude et dans les droits de la création. Jusqu'à ce qu'on m'ait montré Jérimadeth sur une carte dans un atlas authentique de la Terre Sainte, je vois dans la forgerie de ce nom une de ces insolences, une de ces significations, une de ces audaces qui dépassent tout. »